# Alfredo Pieroni
Alfredo Pieroni (Trieste, 1923 — Trento, 2011) va ser un periodista i escritor italià.
Va començar a treballar com a reporter al Corriere della Sera, Resto del Carlino i Gazzetta del Popolo. L'any 1975 es va convertir en el director d'Il Resto del Carlino, un diari de circulació massiva amb seu a Bolonya, i va romandre en aquest càrrec durant dos anys. Va ser, l'any 1958, parella d'Oriana Fallaci.
Pieroni va morir el 2011 i està enterrat al monumental cementiri de Trento.

## Llibres publicats
- Alfredo Pieroni, Il figlio segreto del Duce. La storia di Benito Albino Mussolini e di sua madre, Ida Dalser, Milano, Garzanti. ISBN 9788811600503[4]
- Alfredo Pieroni, Dizionario degli italiani che contano, Milano, Sperling & Kupfer, 1986.
- Alfredo Pieroni, E se USA e URSS si alleassero?, Milano, Sperling & Kupfer, Collana "SAGGI", 1988.
- Alfredo Pieroni, I russi. L'anima e la storia di un popolo, Milano, Mondadori, 1992.
- Alfredo Pieroni, Perché le sinistre non vinceranno mai più a meno che, Milano, Longanesi & Co, 1996.

## Galeria fotogràfica

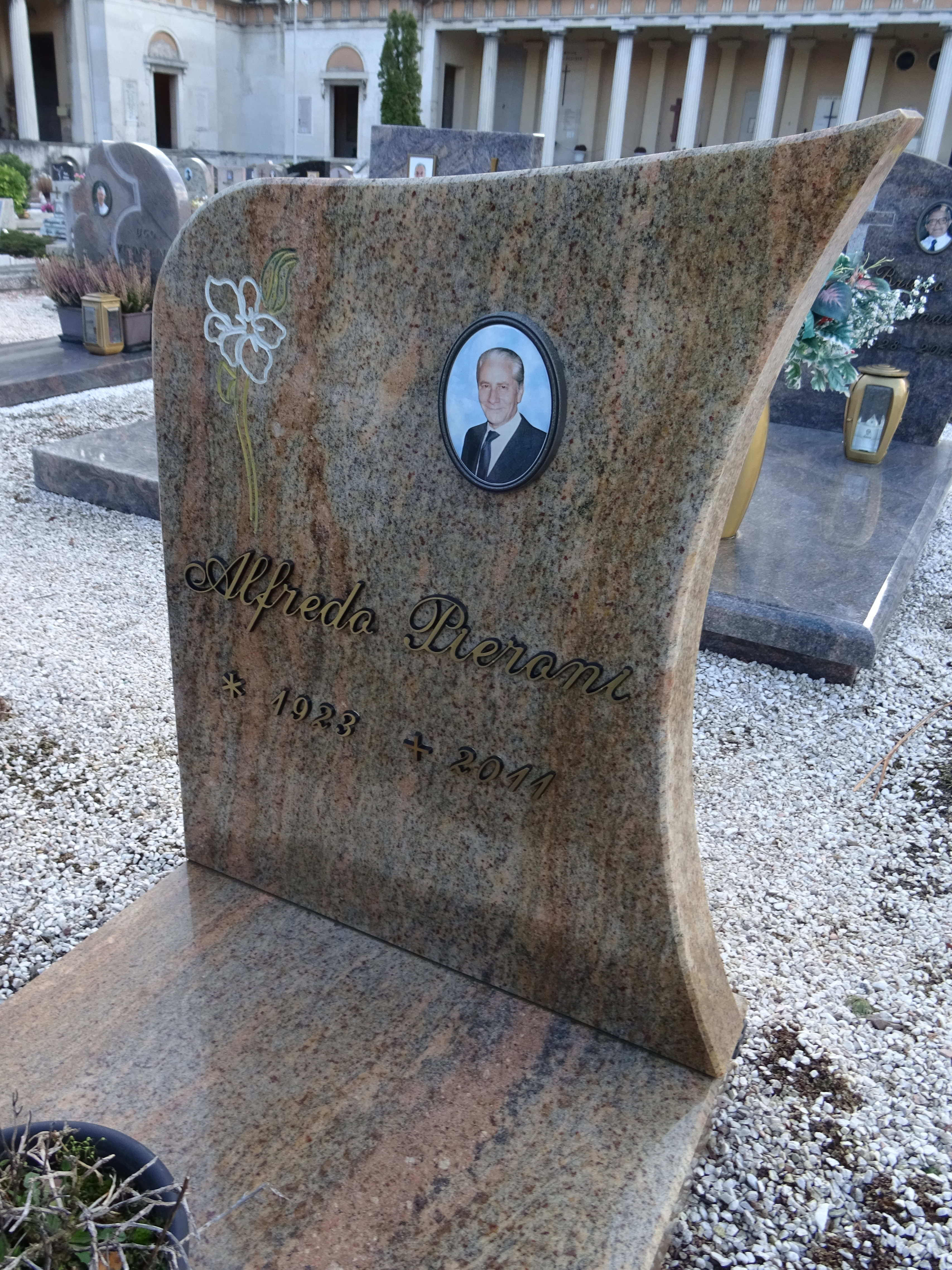
La tomba de Pieroni al cementiri monumental de Trento